# Rotsandnollen
Rotsandnollen är en bergstopp i Schweiz.   Den ligger i kantonen Obwalden, i den centrala delen av landet, 70 km öster om huvudstaden Bern. Toppen på Rotsandnollen är 2 700 meter över havet, eller 605 meter över den omgivande terrängen. Bredden vid basen är 7,2 km.
Terrängen runt Rotsandnollen är huvudsakligen bergig. Närmaste större samhälle är Engelberg, 4,9 km nordost om Rotsandnollen. 
Trakten runt Rotsandnollen består i huvudsak av gräsmarker. Runt Rotsandnollen är det mycket glesbefolkat, med 3 invånare per kvadratkilometer.